# Rivière Winneway
Rivière Winneway är ett vattendrag i Kanada.   Det ligger i provinsen Québec, i den sydöstra delen av landet, 300 km nordväst om huvudstaden Ottawa.
I omgivningarna runt Rivière Winneway växer i huvudsak blandskog. Runt Rivière Winneway är det glesbefolkat, med 11 invånare per kvadratkilometer.